# زنان جوان برای تغییر
زنان جوان برای تغییر یک مؤسسه غیرانتفاعی در کابل افغانستان است. این انجمن از ده‌ها عضو داوطلب زن و مرد تشکیل شده‌است. اعضای «زنان جوان برای تغییر» به ایده‌آل‌های توانمندسازی زنان، و بهبود زندگی شان توسط مشارک اقتصادی و اجتماعی، توانمندی سیاسی، آگاهی و دادخواهی متعهد هستند و برای افغانستانی عاری از تبعیض مبارزه می‌کنند.
این مؤسسه در میان جوانان این کشور کاملاً شناخته شده‌است و مبارزه علیه خشونت خانوادگی، بالا بردن آگاهی نسبت به حقوق زنان، بالا بردنِ مشارکت زنان در جامعه، و توانمندسازی زنان و دختران در افغانستان را پی‌گیری می‌کند.
این جنبش انسانی و فیمینستیِ در حال گسترش، اهداف دراز مدتی برای زنان افغانستان دارد و برای توانمندسازی زنان و بسیج‌سازی آن‌ها در مبارزه برای برابری جنسیتی به وجود آمده‌است. بیشتر کارهای این مؤسسه از جانب هیچ نهاد داخلی یا خارجی تمویل نمی‌شود، بلکه مخارج آن‌ها توسط جمع‌آوری اعانه و حق عضویت تأمین می‌شود. از فعالیت‌های اخیر این مؤسسه باز کردن کافی‌نت سحرگل در کابل بود.

## پیشینه
این مؤسسه در ثور ۱۳۹۰ در شهر کابل افغانستان ایجاد شد. از بنیان‌گذاران این مؤسسه می‌توان نورجهان اکبر و آنیتا حیدری را نام برد.

## فعالیت‌ها
- باز کردن کافی نت سحرگل، نخستین کافی‌نت مخصوص زنان در افغانستان در کابل:[۳] سحرگل نام دختری نوجوانی بود که نخواسته بود زیربار تصمیمات نامشروع شوهر و خانواده شوهر خود برود و به همین دلیل مورد شکنجه قرار گرفته بود.[۵][۶]
- راه‌اندازی راهپیمایی در کابل برای پایان دادن به خشونت علیه زنان در افغانستان: در بیانیه‌ای که برای این راهپیمایی منتشر شد، این نهاد خواستار اقدام همه گروه‌ها، از جمله رئیس‌جمهور حامد کرزی و پارلمان افغانستان، برای پایان دادن به خشونت علیه زنان شد «تا نگذارند زنان افغان بیش از این قربانی شوند». آن‌ها اعلام کردند «برای کسانی که در دو هفته اخیر دو خواهر و یک زن را در هرات، یک زن را در پکتیا و یک زن را در خوست کشتند، مجازات می‌خواهیم. مجازات سنگین و عادلانه برای کسانی می‌خواهیم که بالای زنان و کودکان تجاوز می‌کنند.» در این بیانیه اشاره شده‌است که برخی افرادی که مرتکب خشونت علیه زنان و قتل زنان شده‌اند، به جای پیگرد عدلی و قضایی، آزادانه زندگی می‌کنند. این بیانیه توسط زهرا اسرافیل در راهپیمایی خوانده شد.[۷]
- دیدار سالانهٔ همبستگی: این دیدار سالانه با هدف شبکه سازی، به وجود آوردن ساختاری حمایوی برای زنان، گفتگو و برنامه‌ریزی برای کار روی موضوعات مربوط به زنان افغان برگزار می‌شود و نخستین دیدار آن در ۲۵ مه ۲۰۱۱ در افغانستان برگزار شد و همزمان، گروهی از زنان در واشینگتن دی سی نیز به صورتِ آنلاین در گردهمایی شرکت و گفتگو کردند.[۸]